# NGC 2768
NGC 2768 (другие обозначения — UGC 4821, MCG 10-13-65, ZWG 288.26, PGC 25915) — линзообразная галактика (тип S0 по Хабблу) в созвездии Большая Медведица.
Этот объект входит в число перечисленных в оригинальной редакции «Нового общего каталога».
Галактика NGC 2768 входит в состав группы галактик NGC 2768. Помимо NGC 2768 в группу также входят NGC 2654, NGC 2726, NGC 2742 и UGC 4549.

## Свойства
Объект относится к сейфертовским галактикам, обладая активным галактическим ядром (его энерговыделение обусловлено сверхмассивной чёрной дырой). NGC 2768 является центральным объектом в небольшой группе галактик; её компаньоны — галактики MCG +10-13-066, NGC 2742 и NGC 2726. Галактика содержит ионизированный газ и отчётливо видимый клочковатый пылевой пояс поперёк большой оси. Она является редким примером галактики раннего типа с детектируемым излучением во вращательных линиях молекулы CO. В 2000 году в галактике вспыхнула сверхновая 2000ds типа Ib, обогащённая кальцием; вспышка сверхновой является признаком недавнего звездообразования. Эффективный радиус галактики 1,06 угловой минуты, что для расстояния 21,8 Мпк соответствует линейному радиусу 6,7 кпк.
В NGC 2768 выделяется галактический диск и балдж. Их массы оцениваются соответственно в 3,1⋅1010 и 7,5⋅1010 M⊙.
В галактике обнаружены 315 планетарных туманностей (ассоциированных с диском) и 112 шаровых звёздных скоплений.